# Ekiben

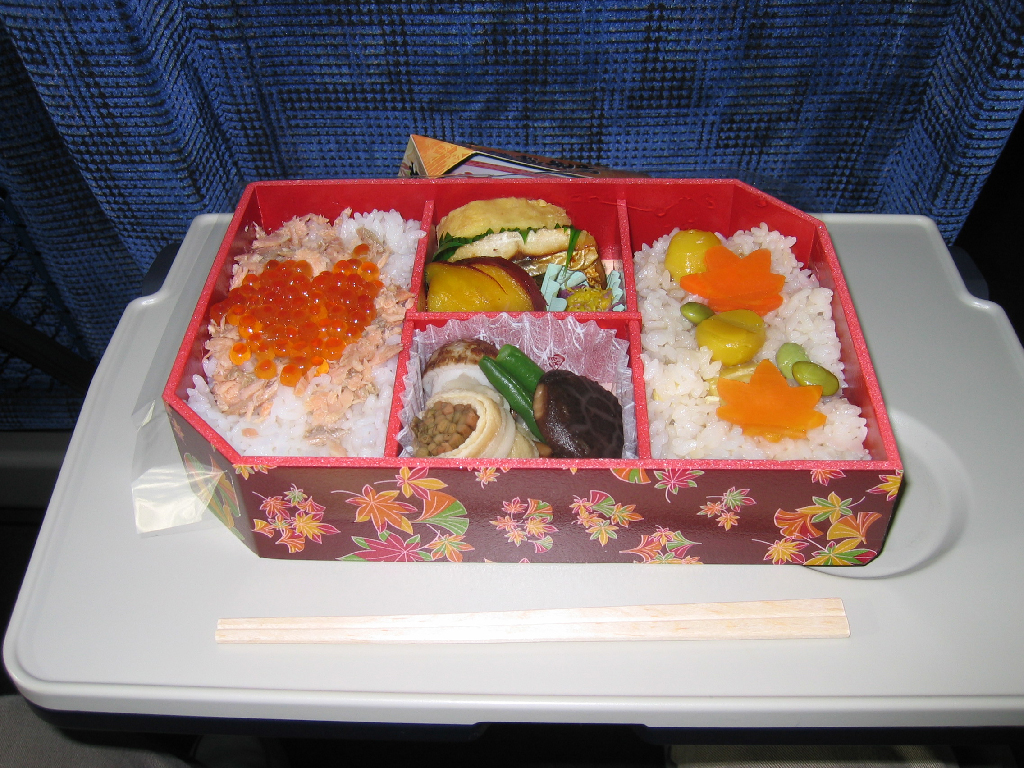
Un ekiben tipic de 1000 de yeni, cumpărat la Gara Tokyo

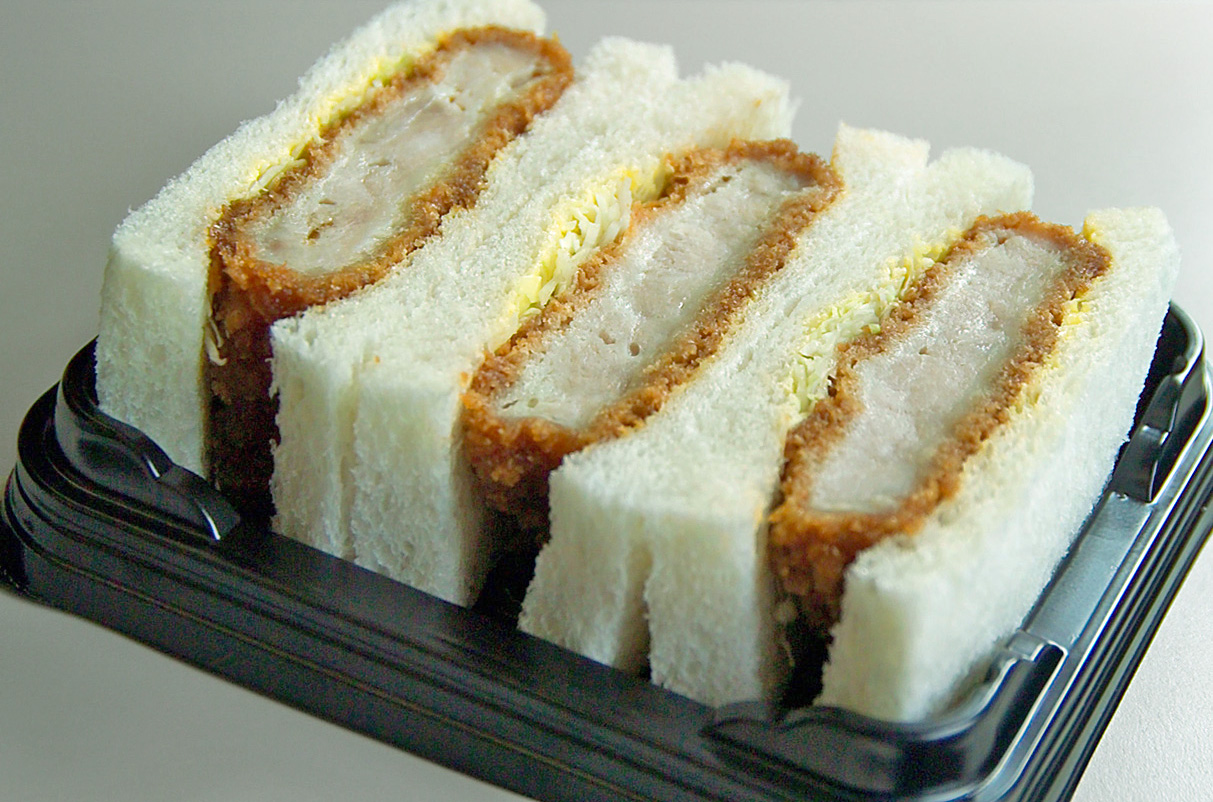
Acest bento de Shinkansen este un SandvișTonkatsu

Ekiben (駅弁?) (mâncare împachetată de mâncat în tren) este un tip specific de mâncare împachetată bento, vândută în trenuri sau în gară în Japonia. În zilele noastre multe tipuri de ekiben pot fi cumpărate de la standuri din gări, la peron sau chiar în tren. Sunt vândute împreună cu bețișoare din lemn de unică folosință și (la nevoie) cu linguri. Vasele de ekiben pot fi făcute din plastic, lemn sau ceramică. Multe gări de tren au ajuns să devină faimoase pentru ekiben-ul delicios pe care îl servesc, făcut din specialități locale. Însă, „epoca de aur” al ekiben-ului s-a terminat acum trei decenii. La acel moment zborurile erau scumpe și viteza trenurilor era mai mică. Mulți turiști aveau nevoie să mănânce ekiben pe durata drumului cu trenul.